# 青蛙少年事件
青蛙少年事件（英語：Frog Boys），正式案件名稱為城西小學生失踪事件，為「韓國三大懸案」之一。1991年3月26日，韓國大邱廣域市達西區，五名小學生去找山椒魚蛋時離奇失踪，事後遭媒體誤報為青蛙並沿用至今。2002年，遺骸被發現，當時已經完全白骨化。

## 失踪少年
1991年3月26日，大邱市城西國民學校的小學生一同出外玩耍，出門前對家人留下一句話「去附近的臥龍山抓山椒魚」。失踪後，因媒體的強力報導，五名少年被廣泛稱為青蛙少年。
五人分別是：
- 金鍾植（김종식）（9歲）
- 朴燦印（박찬인）（10歲）
- 金榮奎（김영규）（11歲）
- 趙浩衍（조호연）（12歲）
- 禹喆元（우철원）（13歲）

## 案件概況
韓國國民對五名少年失踪案非常關心。總統盧泰愚親自下令全國進行大搜查，總共出動警力31.8萬，創下當時單一案件出動警力最高人數的紀錄。社會團體、文化界及企業界也以各種方式宣傳「青蛙少年」失踪案，1992年甚至製作了電影《回家吧青蛙少年》，希望能找到線索。但案件長期沒有實質性進展，一時間人心惶惶，各種猜測湧現。
2002年9月26日，當距離事件發生剛好十一年半時，五名少年的遺骸在臥龍山被發現，遺骸已完全白骨化。遺骸發現現場，其中四具遺骸互相疊著，上面還壓著一塊大石，是很明顯的惡意殺人和埋屍；沒有發現頭髮，牙齒缺少，表明該處可能不是案發第一現場；附近發現有子彈彈頭、彈皮，遺骸的頭骨部位也有被不明器物攻擊造成的的洞。起初警方報告指死因是迷路後凍死，後來才改為死因是迷路後遭攻擊而跌落致死，認定是他殺，但真兇仍未能找到。
2006年3月，案件 15 年刑事追訴時效到期，此案與華城連環殺人案（已破案兇手已認罪）、李炯昊誘拐殺害事件一起並稱為「韓國三大懸案」。

## 其它
原先另一名孩童金泰龍（김태룡）也要同行，但因路途遙遠被母親喝止，因而躲過災難，事後被稱為「青蛙少年事件生還者」。
此案先後被兩次拍成電影：
- 1992年，導演趙金煥根據此案製作了電影《回家吧青蛙少年》。
- 2011年，導演李圭滿根據此案再次拍攝電影《孩子們...（朝鲜语：아이들...）》。